# Monbazillac
Monbazillac är en kommun i departementet Dordogne i regionen Nouvelle-Aquitaine i sydvästra Frankrike. Kommunen ligger i kantonen Sigoulès som tillhör arrondissementet Bergerac. År 2022 hade Monbazillac 819 invånare.

## Befolkningsutveckling
Antalet invånare i kommunen Monbazillac
Referens:INSEE